# Сен'ю-Мару № 5
Сен'ю-Мару № 5 — транспортне судно, яке під час Другої світової війни брало участь у операціях японських збройних сил на Тихому океані.
Малі вантажні судна («морські вантажівки», sea truck), до яких належало «Сен'ю-Мару № 5», активно використовувались японським командуванням для каботажних перевезень до баз, що були наближені до лінії фронту (невеликі розміри та незначна вантажомісткість таких суден зменшували ймовірність того, що їхній рух приверне увагу ворожих сил).
25 серпня 1943-го «Сен'ю-Мару № 5» перебувало біля північно-східного узбережжя Нової Гвінеї в затоці Ханза (тут перебував значний японський гарнізон). Цього дня ворожі літаки атакували судноплавство та потопили два малі судна, одним з яких і було «Сен'ю-Мару № 5».